# Ponte Széchenyi Lánchíd
A Ponte Széchenyi Lánchíd (Ponte das Correntes) é uma ponte pênsil que atravessa o rio Danúbio entre Buda e Peste, os lados ocidental e oriental de Budapeste, capital da Hungria. Possui 375 metros de extensão. A ponte foi inaugurada em 20 de novembro de 1849.
Nas suas pontas são:
- Praça Roosevelt (com o Palácio Gresham e a Academia de Ciências da Hungria);
- Praça Adam Clark (na Pedra do Quilômetro Zero e no fim do funicular do Castelo de Buda).

Ao tempo da sua construção, era tida como uma das maravilhas do mundo.

## Galeria de imagens

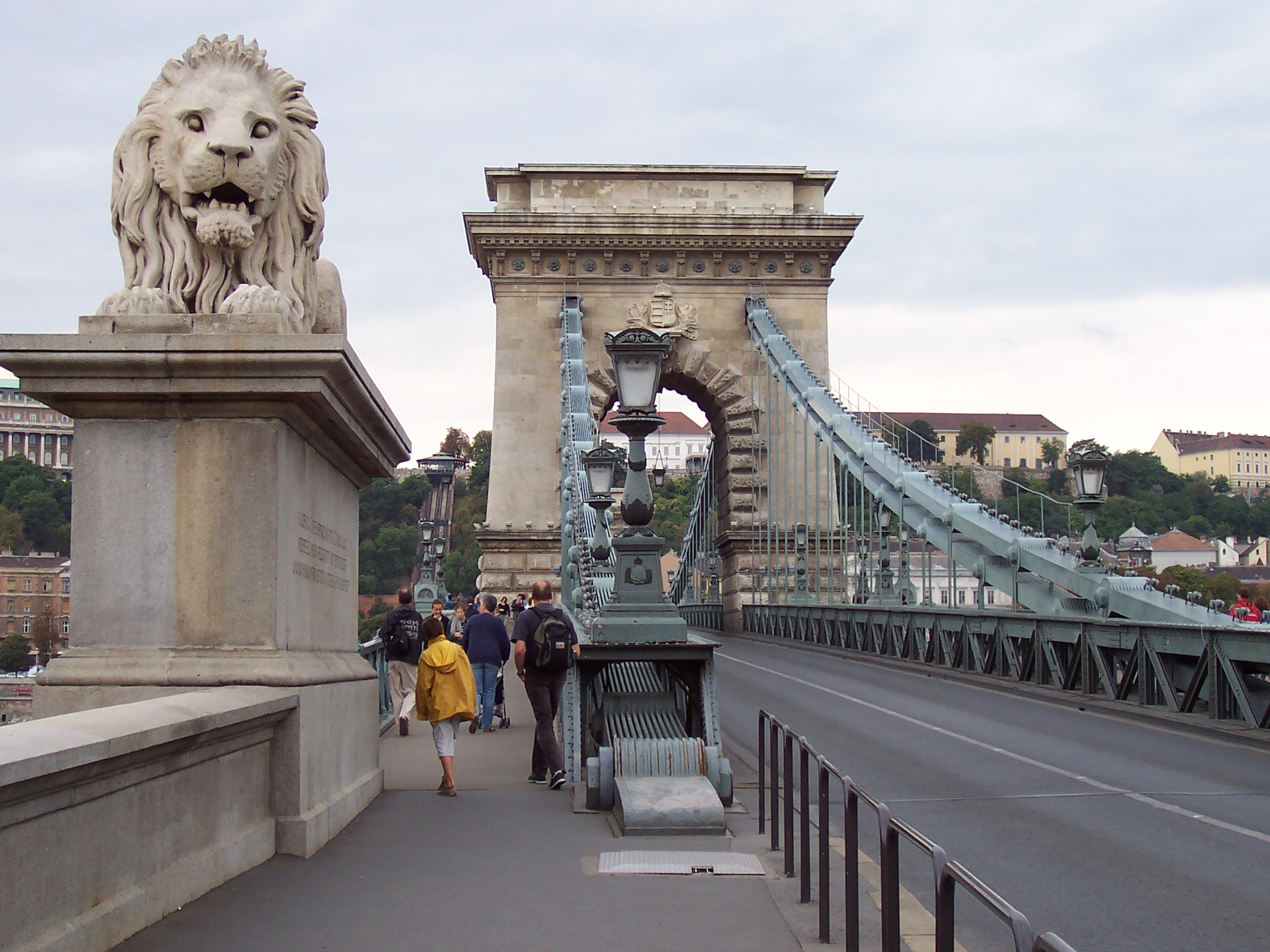
Os leões guardando a entrada
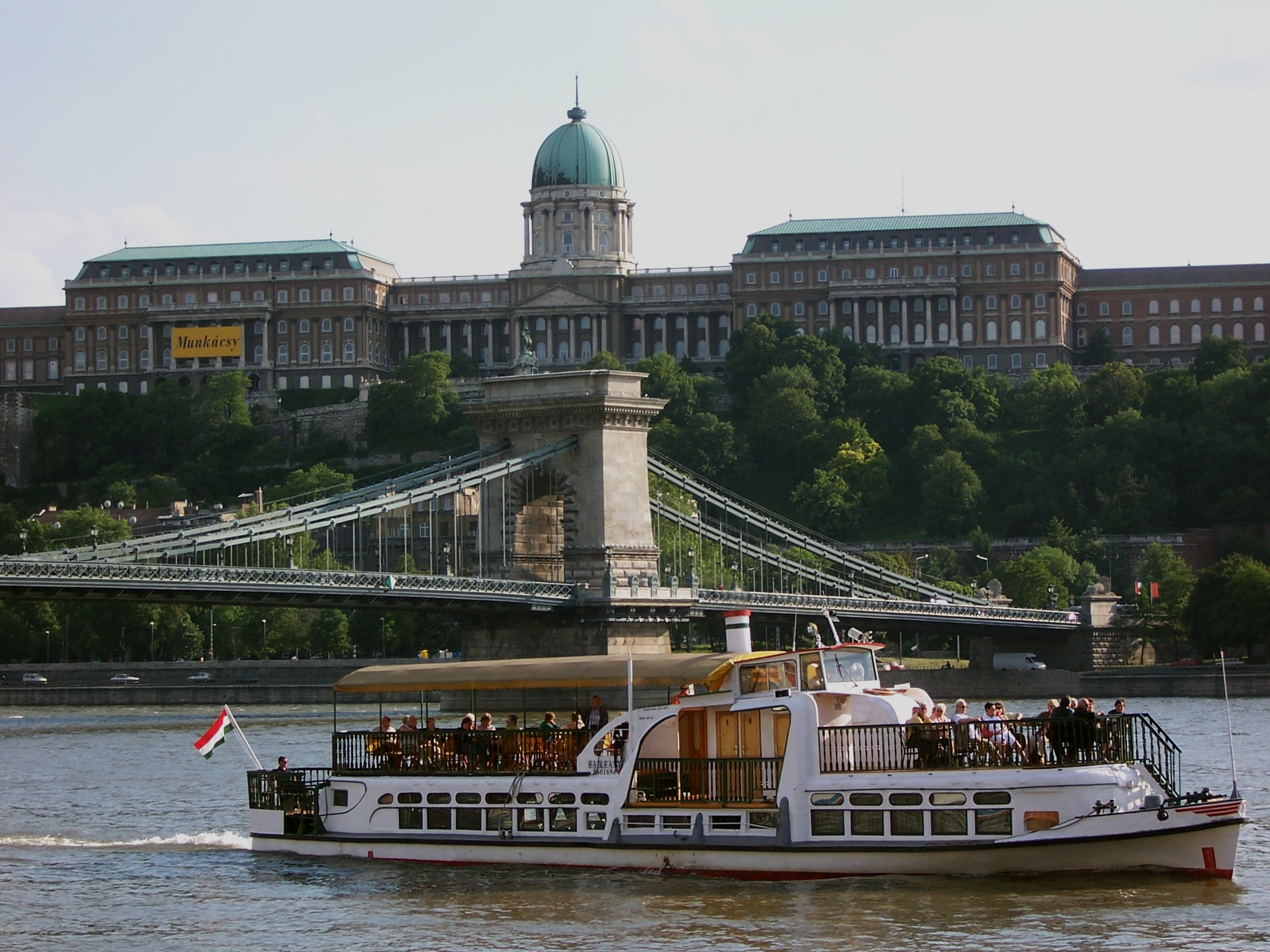
A ponte com o Palácio de Buda ao fundo
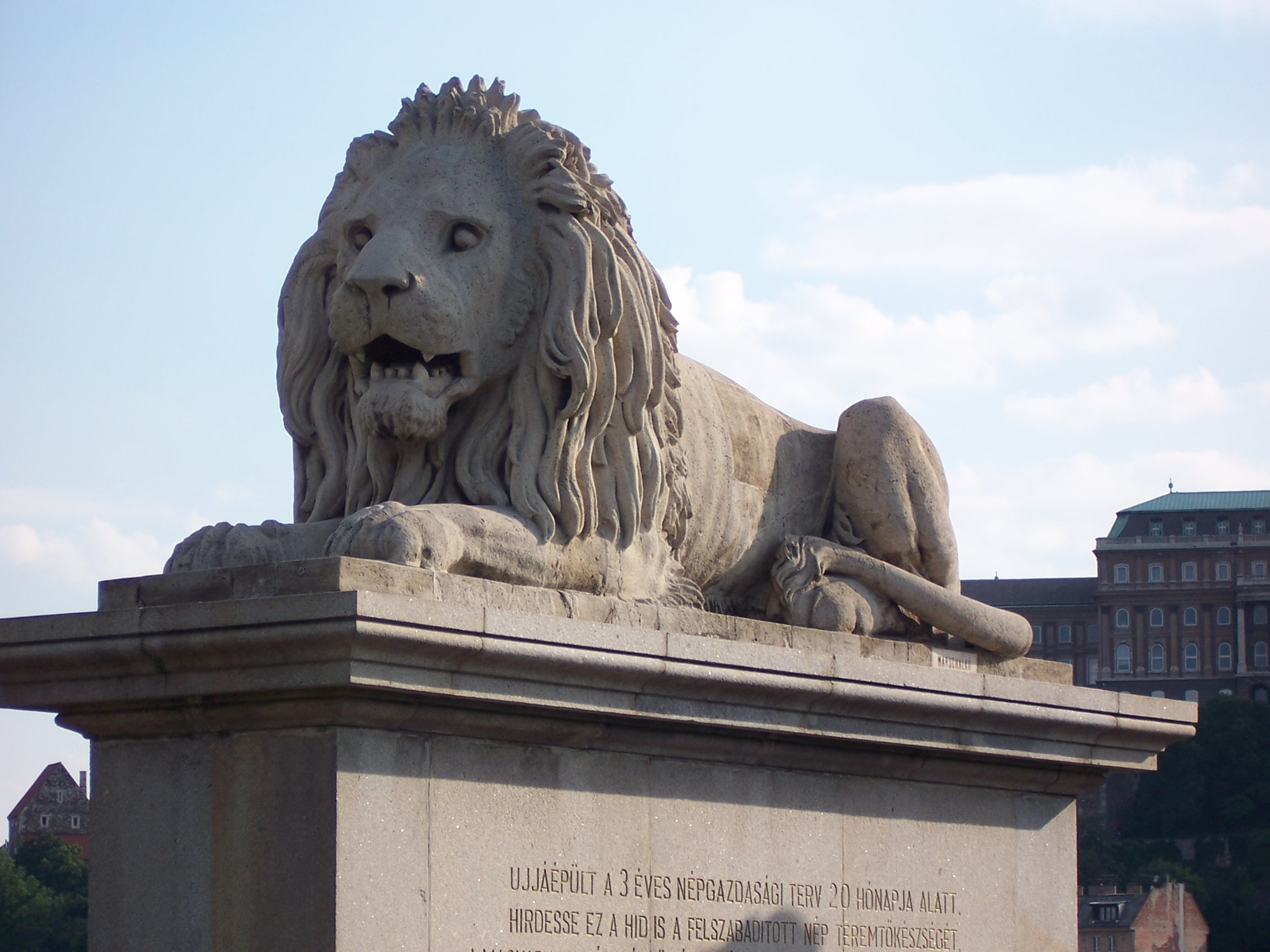
Um dos leões da ponte
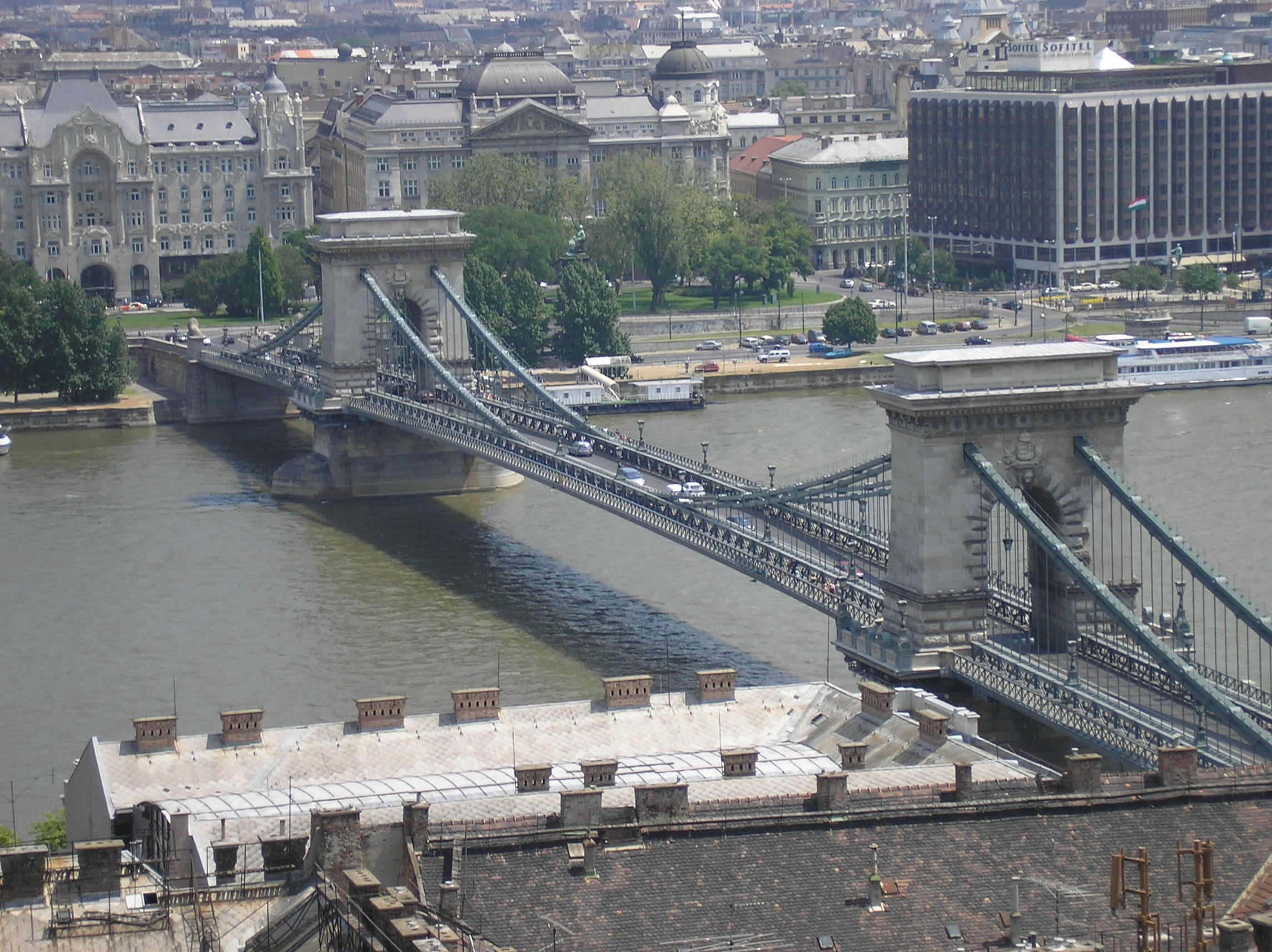
A ponte à luz do dia
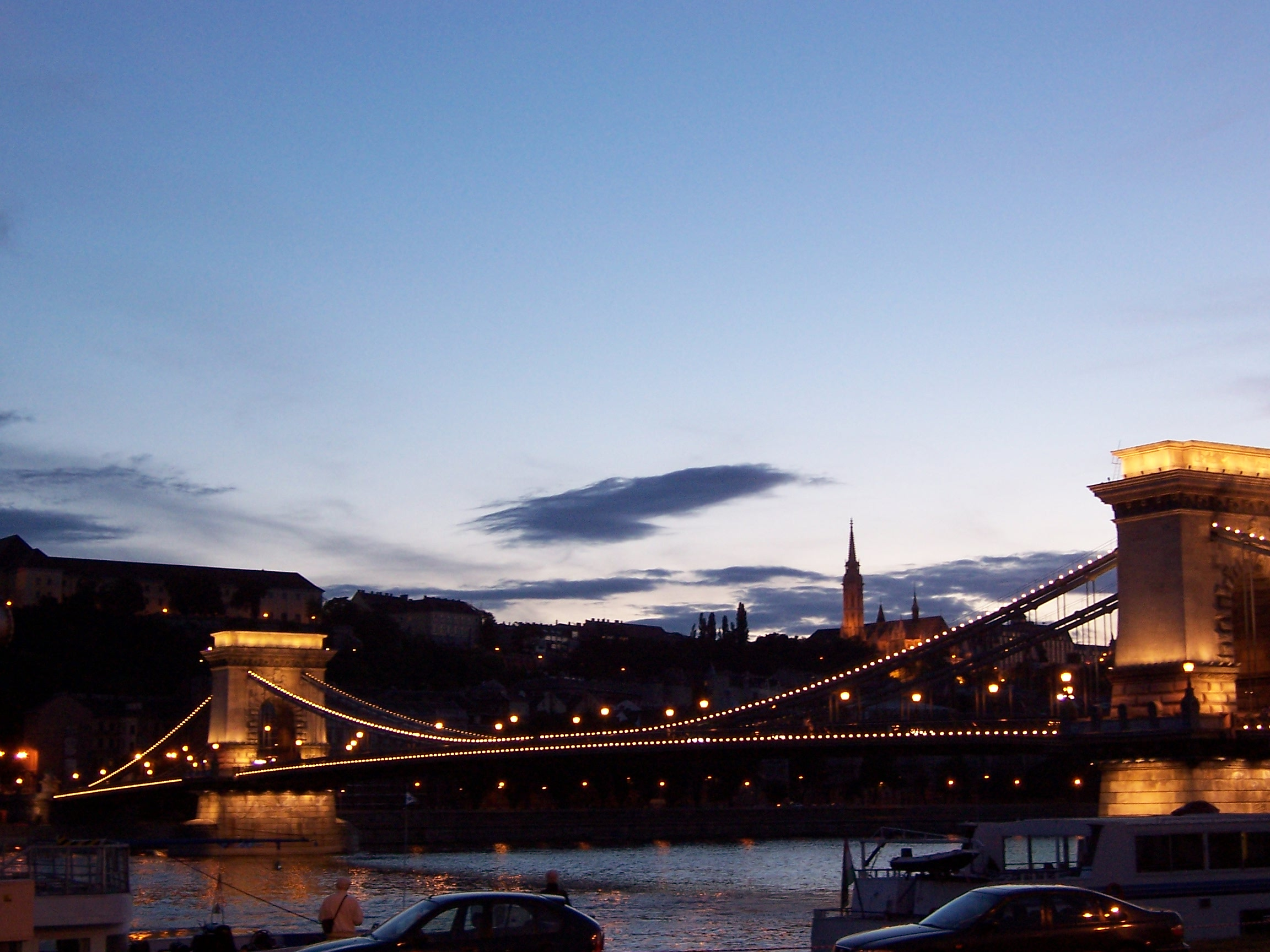
A ponte no pôr do sol
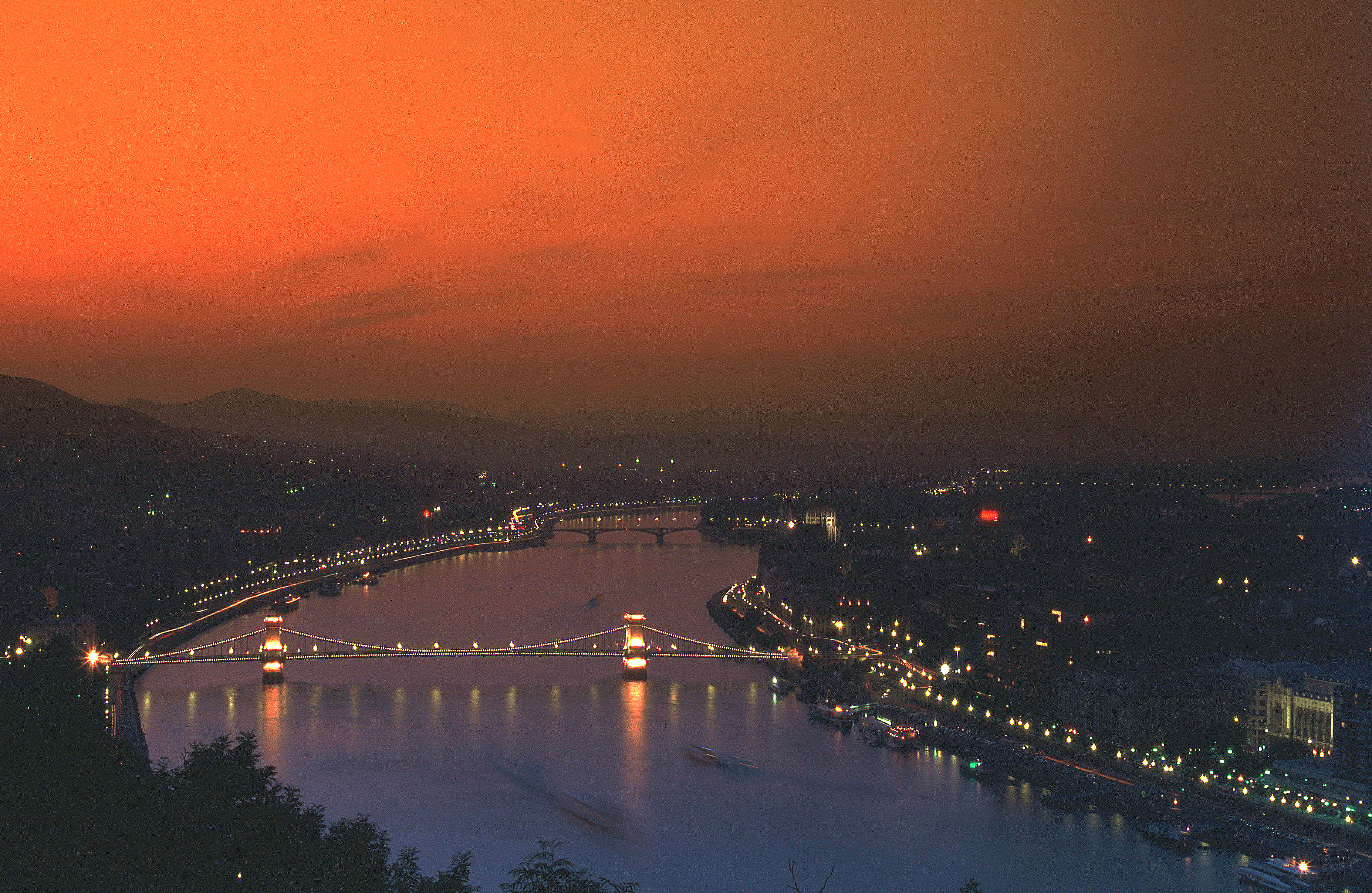
A ponte à noite, vista do Gellért Hill
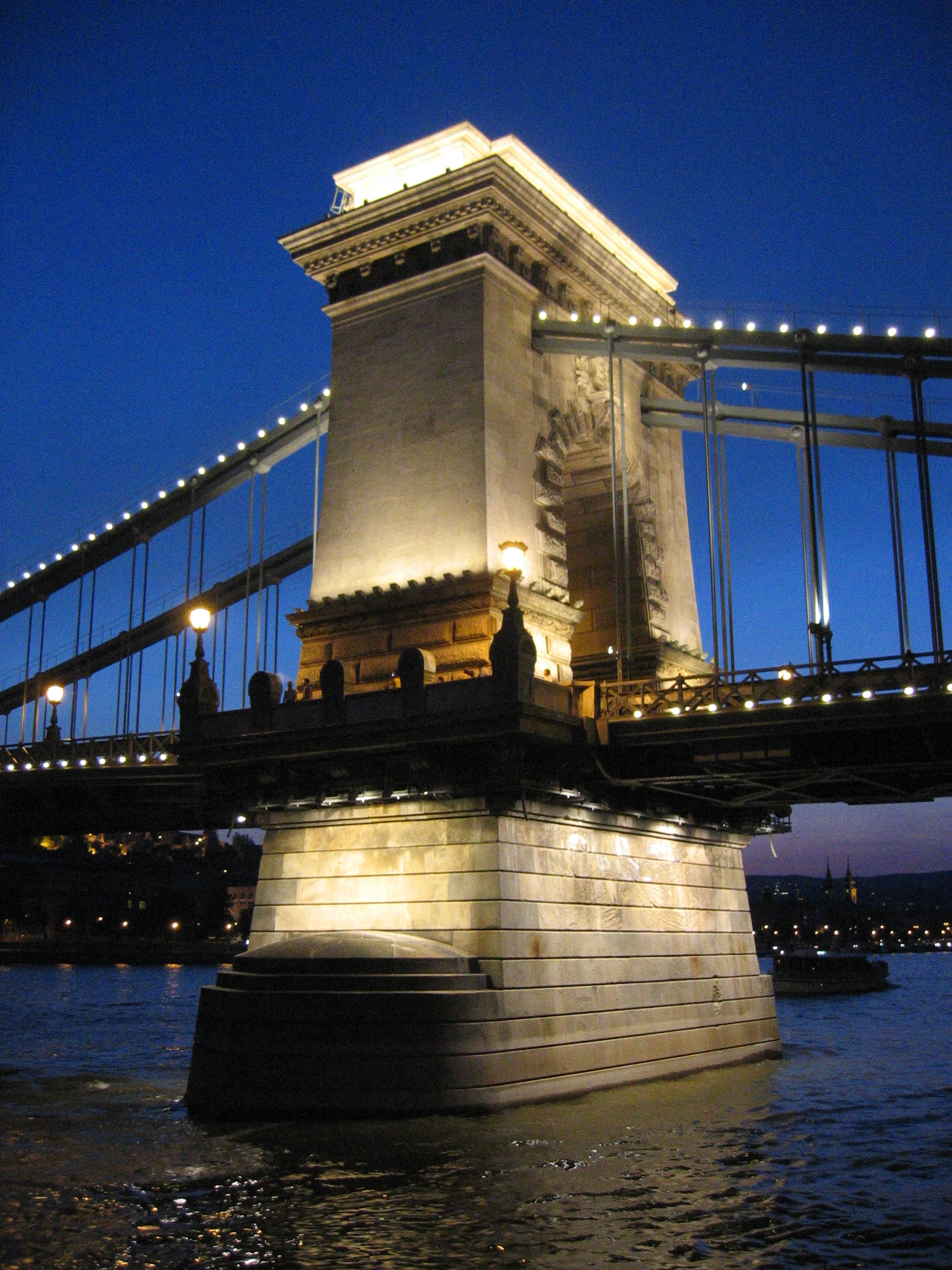
Pilar da ponte à noite
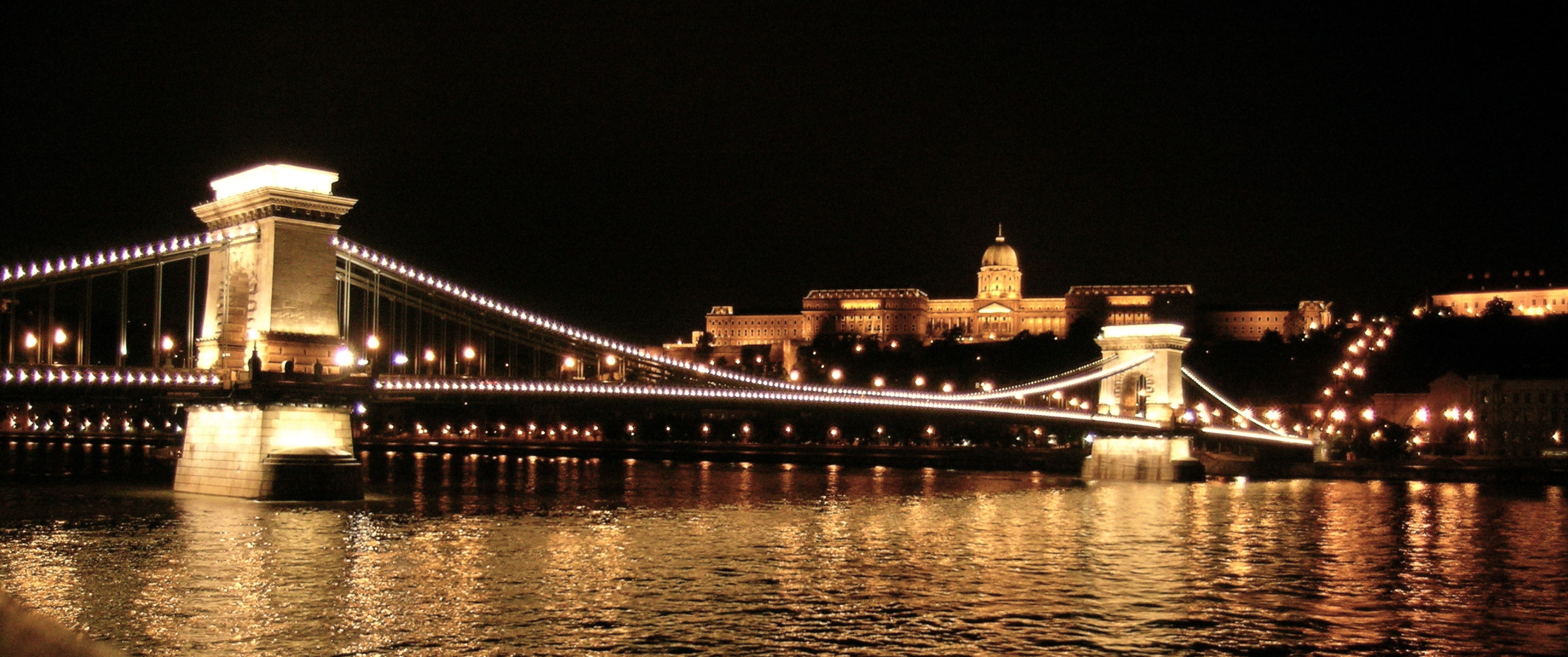
Vista noturna da ponte.
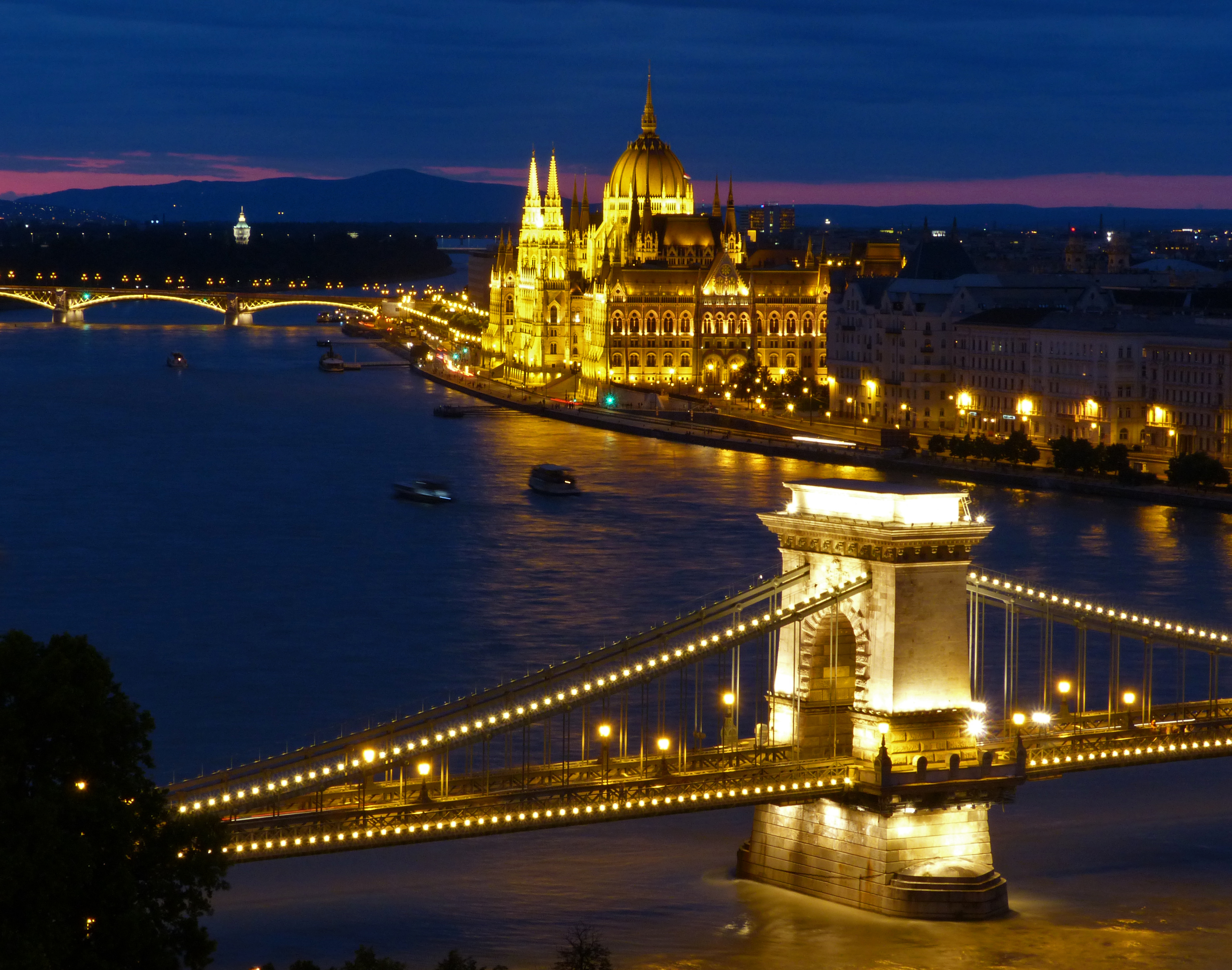
A ponte à noite
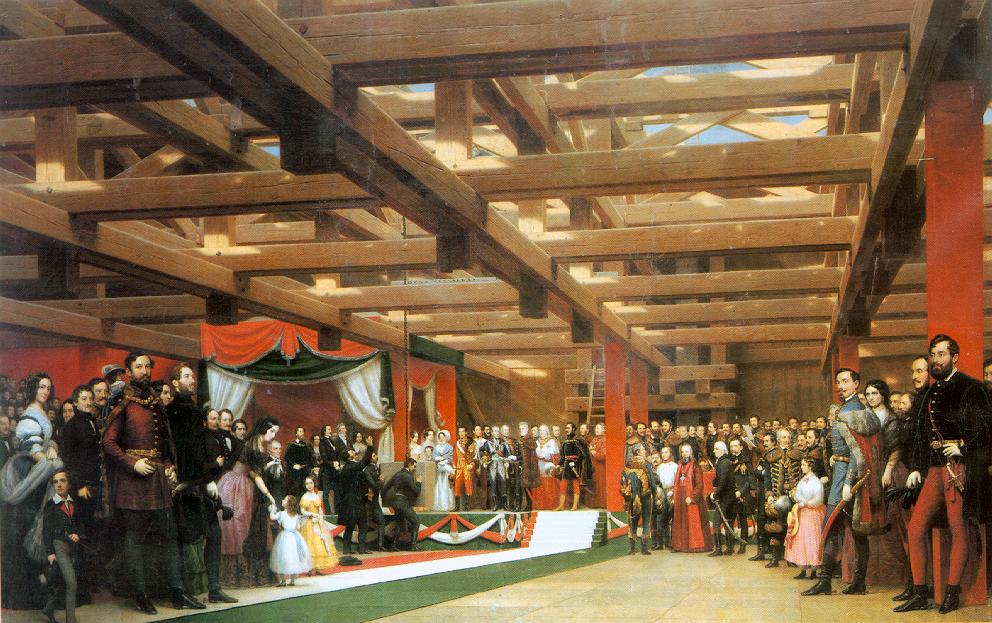
Colocação da fundação de rocha para a ponte, pintado por Miklós Barabás (1864)